# Morgenandacht
Morgenandacht is een compositie van Niels Gade. Het is een toonzetting van een "gebed" van Joseph von Eichendorff. Niels Gade dateerde het  manuscript op 6 februari 1844 en droeg het op aan Fräulein H. Salomon, die die dag jarig was. Ze vond het mooi, aldus haar dagboek.
Hedwig Salomon (6 februari 1822-1897) uit Leipzig was filantrope en was dochter van koopman Rudolf Julius Salomon (1779-1851), mede-oprichter van de Salomon Stift voor betaalbare woningen. In 1855 werd zij Hedwig von Holstein, toen zij de Duitse componist Franz von Holstein huwde. Salomon Stift bezit anno 2013 zowel een Hedwighaus als een Holsteinhaus. Zij bracht het geërfde geld in, dat zij volgens opdracht moest aanwenden voor sociale doeleinden. Ze richtte na Franz' dood de Holsteinstift (Stichting Holstein) op om arbeiders/musici te laten musiceren aan het Felix Mendelssohnschool voor Muziek en Theater Leipzig.